# Estrada Real

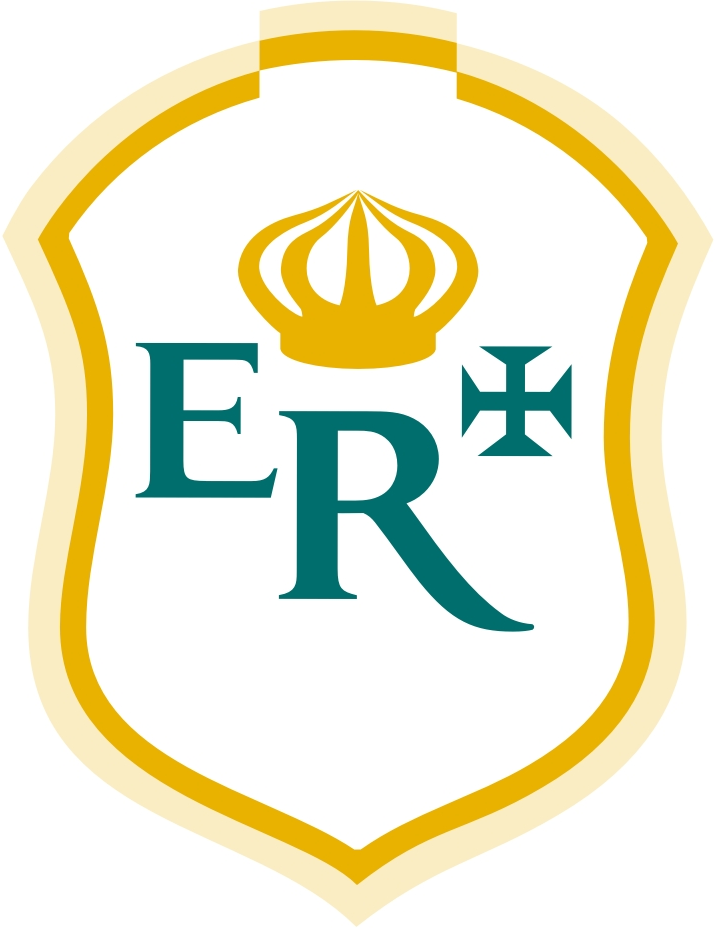
Straßenschild

Die brasilianische Königsstraße, portugiesisch Estrada Real, ist ein Netzwerk aus Straßen aus der Kolonialzeit. Die portugiesischen Kolonialverwalter legten die Straßen ab 1697 an, um die Kommunikation, die Besiedlung und die wirtschaftliche Ausbeutung der Ressourcen Brasiliens zu verbessern. Das Netzwerk liegt überwiegend in den Bundesstaaten Minas Gerais, São Paulo und Rio de Janeiro.

## Geschichte
Die portugiesische Krone startete mit dem Bau der Kolonialstraße 1697, um die kolonialen Güter auf dem Transport von Mittelbrasilien zur Küste vor Piraterie und Schmuggel zu schützen. Im Laufe der Zeit kamen immer mehr Streckenabschnitte hinzu.

### Caminho Velho
Der etwas 710 km lange Caminho Velho, auf Deutsch „der alte Weg“, entstand als erster Abschnitt und führte von der Bergbauregion Ouro Preto, über Tiradentes nach Paraty an die Küste Brasiliens.

### Caminho Novo
Der Caminho Novo, auf Deutsch „der neue Weg“, ist eine kürzere Verbindung zwischen der Küste und Ouro Preto. Der Bau begann bereits 1698, aber erst zwischen 1722 und 1725 wurde die mit 515 km deutlich kürzere Route endgültig fertiggestellt.

### Caminho Sabarabuçu
Der Caminho do Sabarabuçu ist mit 160 km nur ein kurzer Ausläufer um den Berg Serra da Piedada in der Nähe von Ouro Preto. Damals gingen die portugiesischen Goldsucher von einem Berg aus Gold aus, heute weiß man, dass der Glanz des Berges von reichen Eisenerzvorkommen stammt.

### Caminhos dos Diamantes
Ab 1729 wurde der Handel mit Diamanten aus Diamantina immer wichtiger und so entstand mit dem Caminho dos Diamantes der neuste Abschnitt der Estrada Real. Der Weg führt von Ouro Preto 395 km in den Norden von Minas Gerais nach Diamantina.

## Tourismus
Die Estrada Real ist eine der beliebtesten Reiseregionen in Brasilien. Entlang des ehemaligen Straßennetzwerkes lässt sich eine Rundreise unternehmen und die vielen sehenswerten Welterbestätten und historische Städte besuchen. Die Ziele eignen sich, um die brasilianische Geschichte besser zu verstehen und die Gastronomie zu entdecken. Die drei Bundesländer Minas Gerais, São Paulo  und Rio de Janeiro sind noch heute die wichtigsten Regionen in Brasilien. Die brasilianische Regierung investiert viel, um die Traditionen und Architektur der Region am Leben zu erhalten und Touristen anzulocken. Alle Routen können zu Fuß, per Rad oder sogar per Pferd bereist werden.